# 仙朵·范桑頓
仙朵·范桑頓（Shantel VanSanten，1985年7月25日—）是一位美國女演員和模特兒。電視劇作品有CW青少年連續劇《籃球兄弟》中扮演奎因·詹姆斯一角、《閃電俠》中飾演警探帕蒂·斯皮沃特、以及USA電視台的劇集《狙擊生死線》。她也出演過多部電影如《絕命終結站4》、《You and I》和《惡行》。2019年，范桑頓出演了Apple TV+劇集《太空使命》中的凱倫·鮑德溫。

## 早年生活
范桑頓出生於明尼蘇達州的盧文，她有荷蘭和挪威血統。范桑頓在德州的斯普林（Spring）長大，並就讀於休斯頓的 Incarnate Word Academy（一所女子大學預科學校）和德克薩斯州沃思堡的德克薩斯基督教大學。15歲時開始了她的職業生涯，當時她是 Page Parkes Management 的一名模特兒。

## 職業生涯
作為一名模特兒，她曾登上《Teen Vogue》和《17》雜誌。2019年起，范桑頓為藝電旗下的熱門遊戲《Apex英雄》中的角色惡靈配音。

## 個人生活
2021年2月9日，范桑頓宣佈和在片場相識的演員維克多·韋伯斯特訂婚。同年10月成婚。

## 資料來源
1. ↑  Collar, Cammila. . The New York Times. 2016. （原始内容存档于January 24, 2016）.
2. ↑  Andreeva, Nellie. . The Hollywood Reporter. June 17, 2009  [May 9, 2015]. （原始内容存档于May 18, 2015）.
3. ↑  Gingold, Michael. . Fangoria. June 17, 2009. （原始内容存档于September 7, 2015）.
4. ↑  . Young Hollywood. 2015. （原始内容存档于July 12, 2015）.
5. ↑  Mateo, Ashley. . Self (Condé Nast). February 16, 2010. （原始内容存档于August 28, 2014）.
6. ↑  . heavy.com.   [2021-10-14]. （原始内容存档于2021-10-28） （英语）.